# Aquilin Ullrich
Aquilin Ullrich, né le 14 mars 1914 à Dillingen, et mort le 30 mai 2001 à Stuttgart, est un médecin allemand impliqué pendant le Troisième Reich dans le programme nazi « d'euthanasie », actif dans le centre d'extermination de Brandebourg-sur-la-Havel et à la direction de la centrale de l'organisation T4.

## Jeunesse
Ullrich naît dans une famille catholique et monarchiste. Son frère devient également médecin, ses deux sœurs infirmières.
Il commence des études de théologie avant de se tourner vers la médecine. Il rejoint en février 1934 le Nationalsozialistischer Deutscher Studentenbund et la SA, puis s'engage pour une année dans la Reichswehr.
Ullrich étudie à Munich puis, en 1935, à Würzburg. Il y quitte la SA et intègre le Deutsches Jungvolk des Jeunesses hitlériennes. Poursuivant ses études à l'université de Fribourg-en-Brisgau, il adhère au NSDAP le 1er mai 1937 et y rencontre Werner Heyde.

## Rôle dans l'Aktion T4
Ullrich devient médecin à la suite d'une procédure accélérée le 14 novembre 1939. Heyde, devenu à Berlin le médecin en chef du programme « d'euthanasie » le recommande en mars 1940 auprès de l'organisation T4. Ullrich est ensuite le second de Irmfried Eberl, à Brandenbourg-sur-la-Havel, du 15 mars à novembre 1940.
Il décrit plus tard, lors de son procès, ses missions : « Je devais assister le docteur Eberl dans l'ensemble des missions pour lesquelles la présence d'un médecin était préconisée. Cela comprenait l'inspection des patients dénudés dans l'antichambre de la chambre à gaz, et ensuite leur exécution ».
La visite des patients avait pour but de « remarquer et noter des caractéristiques notables permettant d'établir plus tard une cause du décès ». Ullrich était également chargé de rédiger, sous le pseudonyme du docteur Schmitt, les « lettres de compassion » envoyées aux proches des défunts.
Ullrich recommande à Heyde ses condisciples de Fribourg et Würzburg, Heinrich Bunke et Klaus Endruweit, fin juin 1940. Bunke travaille à Brandebourg dès août 1940, et Ullrich rejoint alors l'organisation T4 à Berlin, où il prépare notamment une « loi sur l'euthanasie », qui n'est jamais publiée. Ullrich participe à la commission médicale chargée de recenser les patients de l'institut de Bethel en février 1941. Il est promu docteur en médecine l'été 1941 à Würzburg. 
Il quitte la centrale de l'organisation T4 en avril 1942, travaille ensuite à l'institut de pathologie de Munich jusqu'en mars 1943, puis sert dans la Wehrmacht.

## Après la guerre
Ullrich s'évade de la captivité américaine en 1945. Il apparaît avec de faux certificats en Sarre en 1946, où il travaille comme mineur.
Il obtient en 1949 un poste d'assistant dans une clinique de Stuttgart grâce à son ancien professeur d'université, puis s'installe comme obstétricien en 1952. Les liens avec le personnel du programme « d'euthanasie » subsistent, et Ullrich rencontre à Stuttgart Werner Blankenburg, qui s'y dissimule sous la fausse identité de Werner Bieleke.

## Arrestation et procès
Le nom d'Ullrich est mentionné par de nombreux témoins lors de l'enquête sur Werner Heyde.  Il est arrêté le 22 août 1961, libéré sous conditions le 8 septembre 1961, alors qu'il a admis son activité dans le centre d'extermination de Brandebourg. Il pratique à nouveau comme médecin.
Le procureur de Francfort porte plainte le 15 janvier 1965 contre les médecins de l'organisation T4 Ullrich, Bunke, Borm et Endruweit pour « avoir chacun tué plusieurs milliers de personnes avec préméditation, de manière cruelle et insidieuse et pour de basses motivations ». Le procès devant la Cour d'assises de Francfort débute le 3 octobre 1966. 
Le tribunal constate la complicité d'Ullrich dans le meurtre d'au moins 1815 patients, dont 210 tués de sa propre main. Il est cependant acquitté comme l'ensemble des accusés, au motif de l'erreur sur l'illéicité[Quoi ?].
Le verdict est annulé le 7 août 1970 par la Cour fédérale en raison de contradictions fondamentales. Un nouveau procès doit débuter le 16 décembre 1971, et Ullrich dépose le 6 une expertise médicale témoignant d'un stress important, qui le rend inapte à un procès. Ullrich peut poursuivre son activité médicale jusqu'en 1984.
Il est à nouveau entendu par le tribunal de district de Francfort à partir du 29 janvier 1986, au rythme de deux heures par semaine, et condamné le 18 mai 1987 à quatre années de détention pour complicité de meurtre dans au moins 4 500 cas. La Cour fédérale réduit la peine en 1988 à trois années, en considérant que la complicité de meurtre ne pouvait être prouvée que dans 2 340 cas. 
Ullrich est libéré après 20 mois d'incarcération, et meurt le 30 mai 2001. 